# Apostle of Solitude
Apostle of Solitude est un groupe américain de doom metal, originaire d'Indianapolis, dans l'Indiana.

## Histoire
Le groupe est formé en automne 2004, après la séparation du groupe The Keep. En automne de l'année suivante, une première démo éponyme sort, suivie au début de 2007 par l'EP Embraced by the Black. Le premier album du groupe sort sur Eyes Like Snow en octobre 2008 sous le nom de Sincerest Misery. Un deuxième album suit en 2010 sous le nom de Last Sunrise via Eyes Like Snow et Profound Lore Records. Pendant la période de sortie des deux albums, le groupe joue également lors de festivals tels que Templars of Doom, Born to Be Doomed, Born Too Late, Days of the Doomed et Doom or Be Doomed. Début 2011, la composition du groupe changée avec l'arrivée du bassiste Bob Fouts et du guitariste Steve Janiak. La même année, deux sorties splits sont également publiées. Il s'agissait des deux derniers enregistrements avec la formation de base composée du guitariste et chanteur Chuck Brown (ancien batteur de The Gates of Slumber), du bassiste Brent McClellan, du guitariste Justin Avery et du batteur Corey Webb. 
Une publication sort avec le groupe portugais Dawnrider sur Blood and Iron Records, Raging Planet Records et Metal Soldiers Records, l'autre sur Eyes Like Snow avec Rituals of the Oak et The Flight of Sleipnir. Dans cette formation modifiée, le groupe enregistre une démo qui est distribuée en juin 2012 lors du festival Days of the Doomed. Fin 2013, Fouts quitte le groupe et est remplacé par le bassiste Dan Davidson. Dans cette formation, le groupe enregistre son prochain album chez Russian Recording à Bloomington, Indiana, en mai 2014 avec le producteur Mike Bridavsky, qui sort en octobre 2014 chez Cruz del Sur Music sous le nom de Of Woe and Wounds.

## Style musical
Selon Eduardo Rivadavia d'AllMusic, le groupe joue du doom metal classique dans le style de Saint Vitus, Candlemass et Black Sabbath. Selon Patrick Schmidt du Rock Hard, le groupe ne travaille pas seulement le doom metal sur Of Woe and Wounds, mais aussi des influences du rock des années 1970. Dans une interview avec Schmidt, Chuck Brown déclare que le groupe est principalement influencé par des groupes comme Iron Maiden, Black Sabbath et Judas Priest. Un numéro plus tôt, Wolfgang Liu Kuhn avait décrit la musique de l'album comme du doom-sludge, mais manquant de créativité.

## Discographie
- 2005 : Apostle of Solitude (démo)
- 2007 : Embraced by the Black (EP, Necrology Records)
- 2008 : Sincerest Misery (album, Eyes Like Snow)
- 2010 : Last Sunrise (album, Eyes Like Snow / Profound Lore Records)
- 2011 : Apostle of Solitude / Dawnrider (split avec Dawnrider, Blood and Iron Records / Raging Planet Records / Metal Soldiers Records)
- 2011 : Apostle of Solitude / Rituals of the Oak / The Flight of Sleipnir (split avec Rituals of the Oak et The Flight of Sleipnir, Eyes Like Snow)
- 2012 : Demo 2012 (démo)
- 2014 : Of Woe and Wounds (album, Cruz del Sur Music)